# Joakim I av Brandenburg
Joakim I av Brandenburg eller Joakim I Nestor, (tyska: Joachim I. Nestor von Brandenburg), född 21 februari 1484 i Cölln i nuvarande Berlin, död 11 juli 1535 i Stendal, var regerande kurfurste och markgreve av Brandenburg från 1499 till 1535.

## Biografi
Joakim I var son till kurfursten Johan Cicero av Brandenburg och Margareta av Thüringen och uppfostrades i huset Hohenzollerns stamländer i Franken. Huvudansvarig för hans utbildning var Dietrich von Bülow, furstbiskopen av Lebus. När fadern avled 1499 var Joakim femton år och tillsammans med den tioårige brodern Albrekt efterträdde de båda sönerna fadern som regenter, under de första åren med farbrodern markgreve Fredrik V av Brandenburg-Ansbach-Kulmbach som förmyndare. 
1502 gifte han sig i Stendal med Elisabet av Danmark, dotter till den nordiska unionskungen Hans. Samtidigt gifte hans syster Anna sig med kungens bror hertig Fredrik av Schlesvig och Holstein, den blivande kung Fredrik I av Danmark. Genom de nära banden med unionskungahuset spelade han en roll i den skandinaviska politiken. När brodern Albrekt utnämndes till furstärkebiskop av Magdeburg 1513 avsade han sig samtidigt medregentskapet i Brandenburg, så att Joakim nu var ensam regent. Redan följande år, 1514, blev brodern även ärkebiskop och kurfurste av Mainz, så att bröderna tillsammans förfogade över två röster och ordförandeposten i kurfurstekollegiet och kunde utöva avsevärt inflytande över det tyska kungavalet. 
Joakim I arbetade med växlande framgång för att upprätta en stark fursteförvaltning efter den romerska rättens principer och sågs som beslutsam och hänsynslös, framförallt mot de adliga rovriddare som härjade i hans domäner och utmanade huset Hohenzollerns rättsskipning i de egna territorierna.
Han var humanistiskt lärd och gynnade vetenskaperna, bland annat genom grundandet av Brandenburgs första universitet 1506, Viadrinauniversitetet i Frankfurt an der Oder, men var även intresserad av det ockulta. Vid kungavalet 1519 stödde han till en början partiet bakom den franska kungens Frans I:s kandidatur, möjligen i avsikt att lansera en egen kandidatur, men kom senare att sluta upp bakom habsburgaren Karl V.
1524 kunde han framgångsrikt göra anspråk på det tidigare riksomedelbara grevskapet Ruppin för Brandenburgs räkning, så att området införlivades med kurfurstendömet.
Till en början ställde han sig tvekande till reformationen men blev senare en av de hårdaste motståndarna till Luthers läror. Hans hustru Elisabet av Danmark var däremot bekännande lutheran och flydde 1528 äktenskapet för att slå sig ned i Wittenberg. Under hans regering skedde omfattande judeförföljelser i Brandenburg; 1503 utvisades alla judar ur Brandenburg och 1510 dömdes över trettio judar i Berlin till att brännas på bål efter anklagelser om att ha skändat nattvarden.
I sitt testamente från 1534 förband Joakim sina arvingar att upprätthålla den katolska tron i Brandenburg för evinnerliga tider och skapade samtidigt ett eget riksomedelbart furstendöme i Neumark för den yngre sonen Johan, markgrevskapet Brandenburg-Küstrin, i strid med farfadern Albrekt Akilles arvslag. Den äldste sonen Joakim II ärvde merparten av kurfurstendömet och kurfurstetiteln. Då Johan sedermera avled utan söner kom dock de båda linjerna att förenas, så att båda linjerna ärvdes av Johan Georg av Brandenburg.
Religionskonflikten kom att prägla de sista åren av Joakim I:s regering, och huset Hohenzollern var vid hans död delat i ett lutherskt och ett katolskt läger, även om man av politiska och dynastiska skäl ofta utåt visade politisk enighet. Han avled 1535 i Stendal och begravdes i kurfurstarnas traditionella begravningskyrka, Lehnins kloster. Graven flyttades under 1550-talet till dominikanerklostret i Berlin, beläget i anslutning till Berlins stadsslott, men när Hohenzollernkryptan 1749 flyttades till platsen för den nuvarande Berliner Dom återfanns aldrig de äldsta kurfurstliga gravarna. Sentida utgrävningar på platsen har inte funnit några spår av sarkofagen.

## Familj
Joakim I:s yngre bror Albrekt blev kardinal, ärkebiskop av Magdeburg och kurfurste av Mainz. Hans syster Anna blev dansk prinsessa genom giftermålet med hertig Fredrik av Schlesvig och Holstein. Samtidigt gifte sig Joakim med prinsessan Elisabet av Danmark 1502. Det var ett stormigt äktenskap som slutade med separation, då hon till skillnad från Joakim bekände sig till lutherdomen. De fick följande barn:
1. Joakim II av Brandenburg (1505–1571), Joakim II Hector, kurfurste av Brandenburg, gift med:
  1. 1524 Magdalena av Sachsen (1507–1534)
  2. 1535 Hedwig av Polen (1513–1573)
2. Anna (1507–1567), gift med:
  1. 1524 hertig Albrekt VII av Mecklenburg (1488–1547)
3. Elisabet (1510–1558), gift med:
  1. 1525 hertig Erik I av Braunschweig-Calenberg (1470–1540)
  2. 1546 greve Poppo XII av Henneberg (1513–1574)
4. Margareta (1511–1577), gift med:
  1. 1530 hertig Georg I av Pommern (1493–1531)
  2. 1534 furst Johan II av Anhalt-Zerbst (1504–1551)
5. Johan av Brandenburg-Küstrin (1513–1571), markgreve av Brandenburg-Küstrin, gift med:
  1. 1537 Katarina av Braunschweig-Wolfenbüttel (1518–1574)

## Minnesmärken

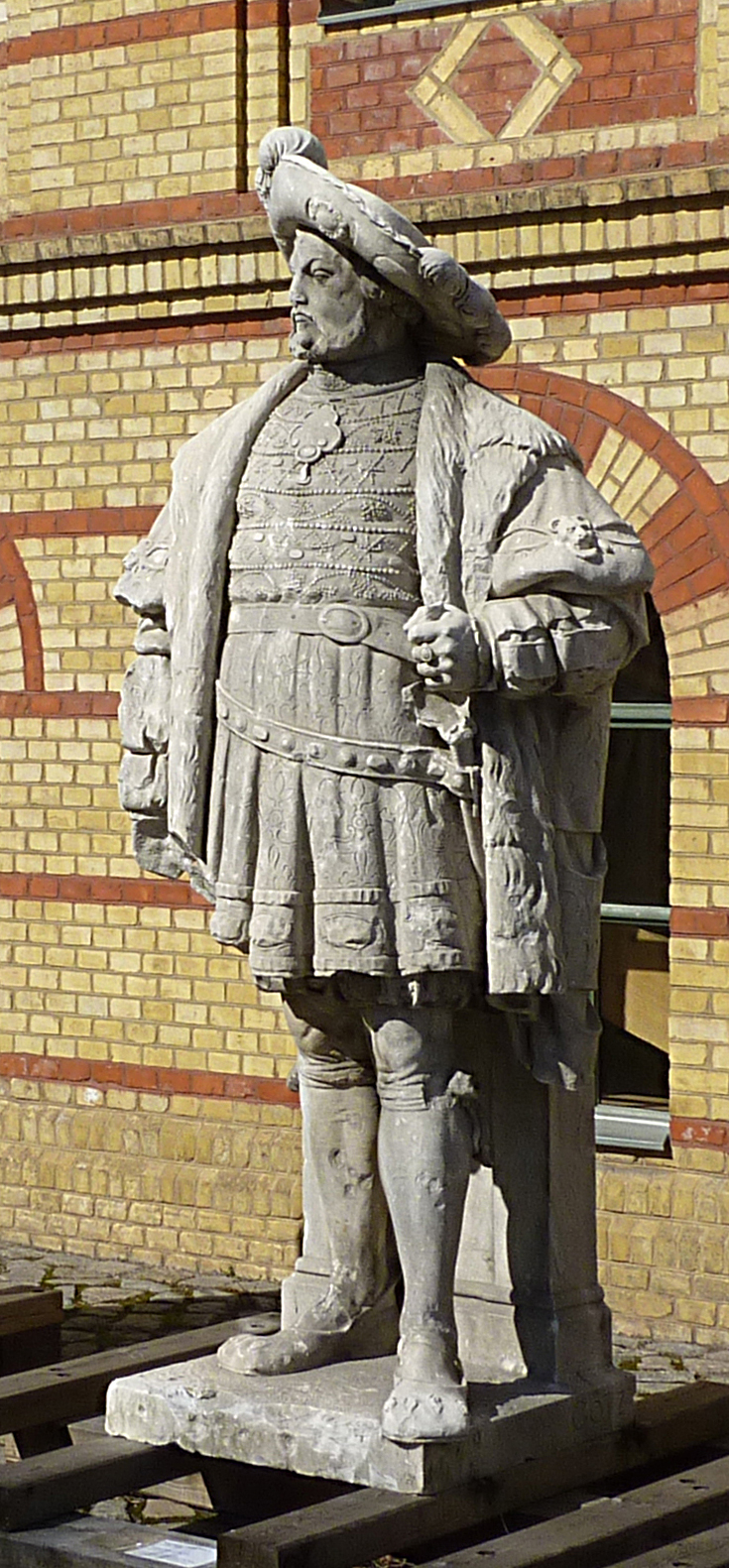
Joakim I-statyn från Siegesallee, idag uppställd i Zitadelle Spandau.

En staty över Joakim I, skulpterad av Johannes Götz, restes i Siegesallee i Tiergarten i Berlin år 1900. Som bifigurer i skulpturgruppen fanns även brodern Albrekt och läraren Dietrich von Bülow. Statyerna skadades under andra världskriget och finns sedan 2009 uppställda i Zitadelle Spandau.